# Rudki (gmina)
Gmina Rudki – dawna gmina wiejska funkcjonująca w latach 1941–1944 pod okupacją niemiecką w Polsce. Siedzibą gminy były Rudki.
Gmina Rudki została utworzona przez władze hitlerowskie z terenów okupowanych przez ZSRR w latach 1939–1941 (vide rejon rudecki), stanowiących przed wojną:
- część gminy Koniuszki Siemianowskie (Chłopczyce, Dołobów, Michalewice, Nowosiółki Gościnne i Wistowice), którą zniesiono,
- część gminy Pohorce (Czajkowice, Kołbajowice i Ostrów Nowy), którą zniesiono,
- część gminy Hoszany (Beńkowa Wisznia, Jaremków i Podhajczyki), której nie zniesiono,
- część gminy Kupnowice Nowe (Szeptyce i Woszczańce), której nie zniesiono,
- miasto Rudki, które pozbawiono praw miejskich

Tereny te należały przed wojną do powiatu rudeckiego w woj. lwowskim.
Gmina weszła w skład powiatu lwowskiego (Kreishauptmannschaft Lemberg), należącego do dystryktu Galicja w Generalnym Gubernatorstwie. W skład gminy wchodziły miejscowości: Beńkowa Wisznia, Chłopczyce, Czajkowice, Dołobów, Jaremków, Kołbajowice, Michalewice, Nowosiółki Gościnne, Ostrów Nowy, Podhajczyki, Rudki, Szeptyce, Wistowice i Woszczańce.
| Miejscowości / gromady                                            | Rejon w ZSRR (1939–1941) | Gmina (II RP)   | Powiat (II RP) |
| ----------------------------------------------------------------- | ------------------------ | --------------- | -------------- |
| Rudki                                                             | rudecki                  | Rudki (m)       | rudecki        |
| Beńkowa Wisznia, Jaremków i Podhajczyki                           | rudecki                  | Hoszany         | rudecki        |
| Chłopczyce, Dołobów, Michalewice, Nowosiółki Gościnne i Wistowice | rudecki                  | Koniuszki Siem. | rudecki        |
| Szeptyce i Woszczańce                                             | rudecki                  | Kupnowice Nowe  | rudecki        |
| Czajkowice, Kołbajowice i Ostrów Nowy                             | rudecki                  | Pohorce         | rudecki        |

Po wojnie obszar gminy włączono do ZSRR.